# Renault Kangoo
Renault Kangoo – samochód osobowo-dostawczy typu kombivan klasy kompaktowej produkowany pod francuską marką Renault od 1997 roku. Od 2021 roku produkowana jest trzecia generacja modelu.

## Pierwsza generacja

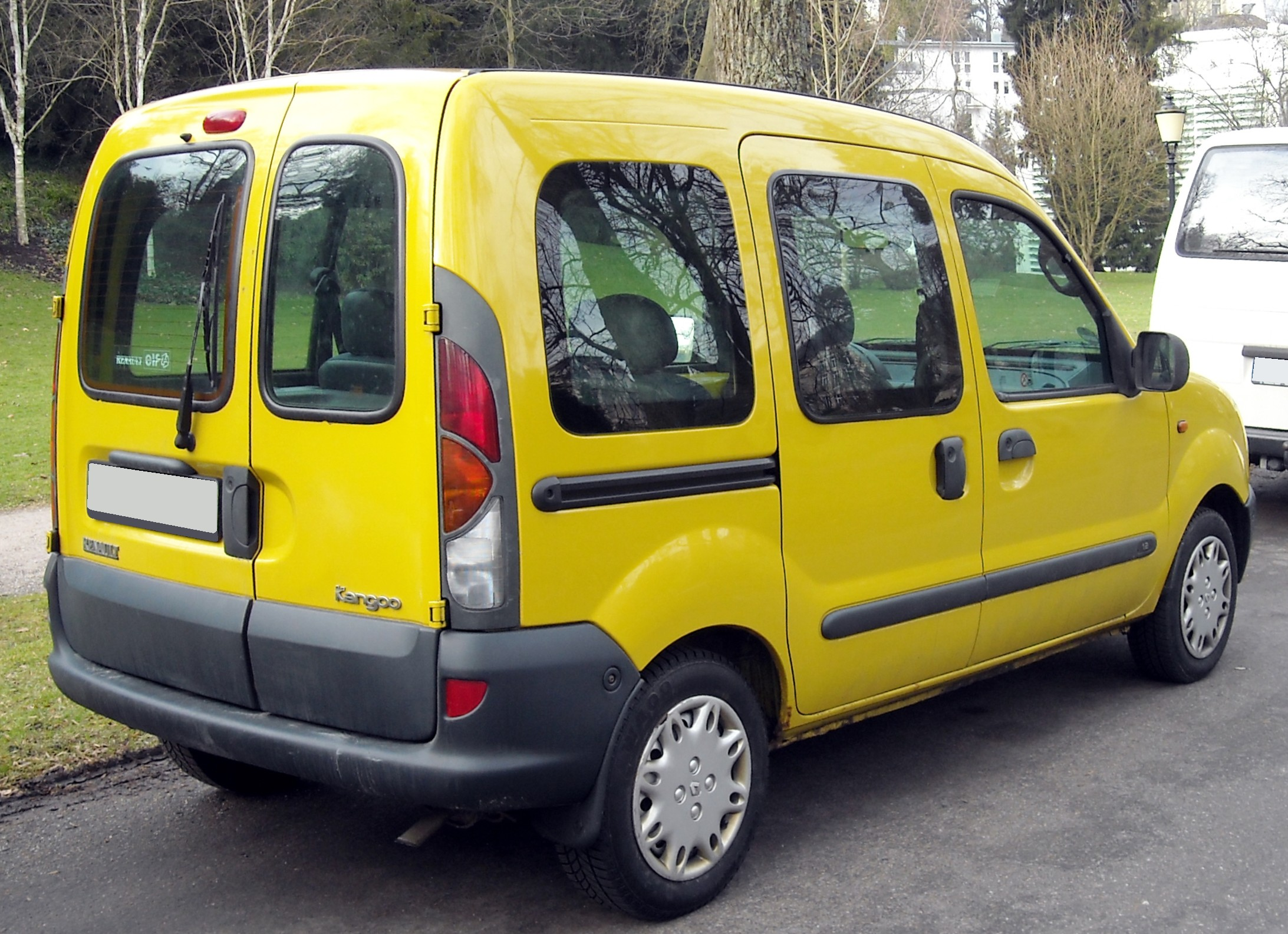
Renault Kangoo I – tył

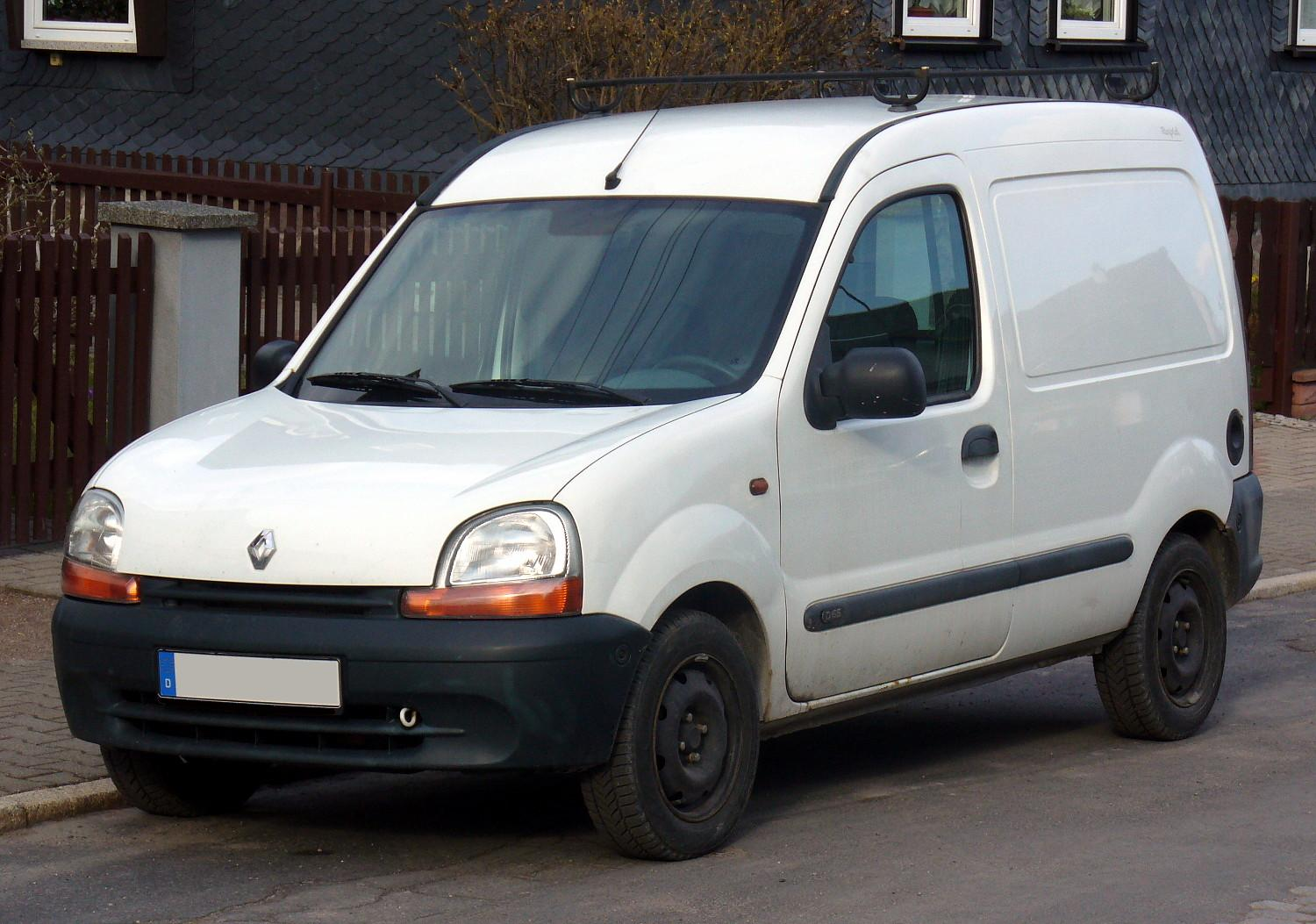
Renault Kangoo I Rapid

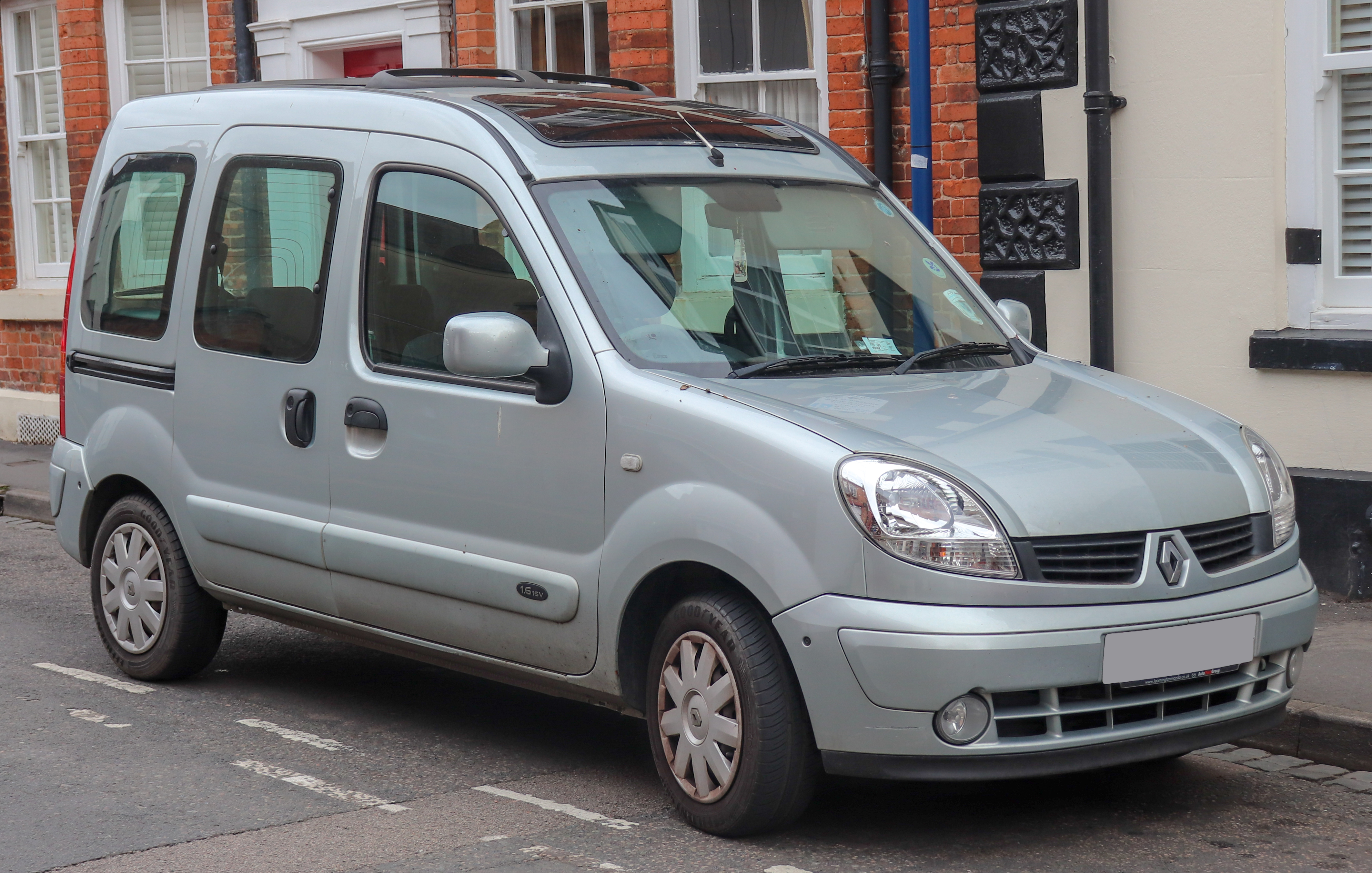
Renault Kangoo I po drugim liftingu

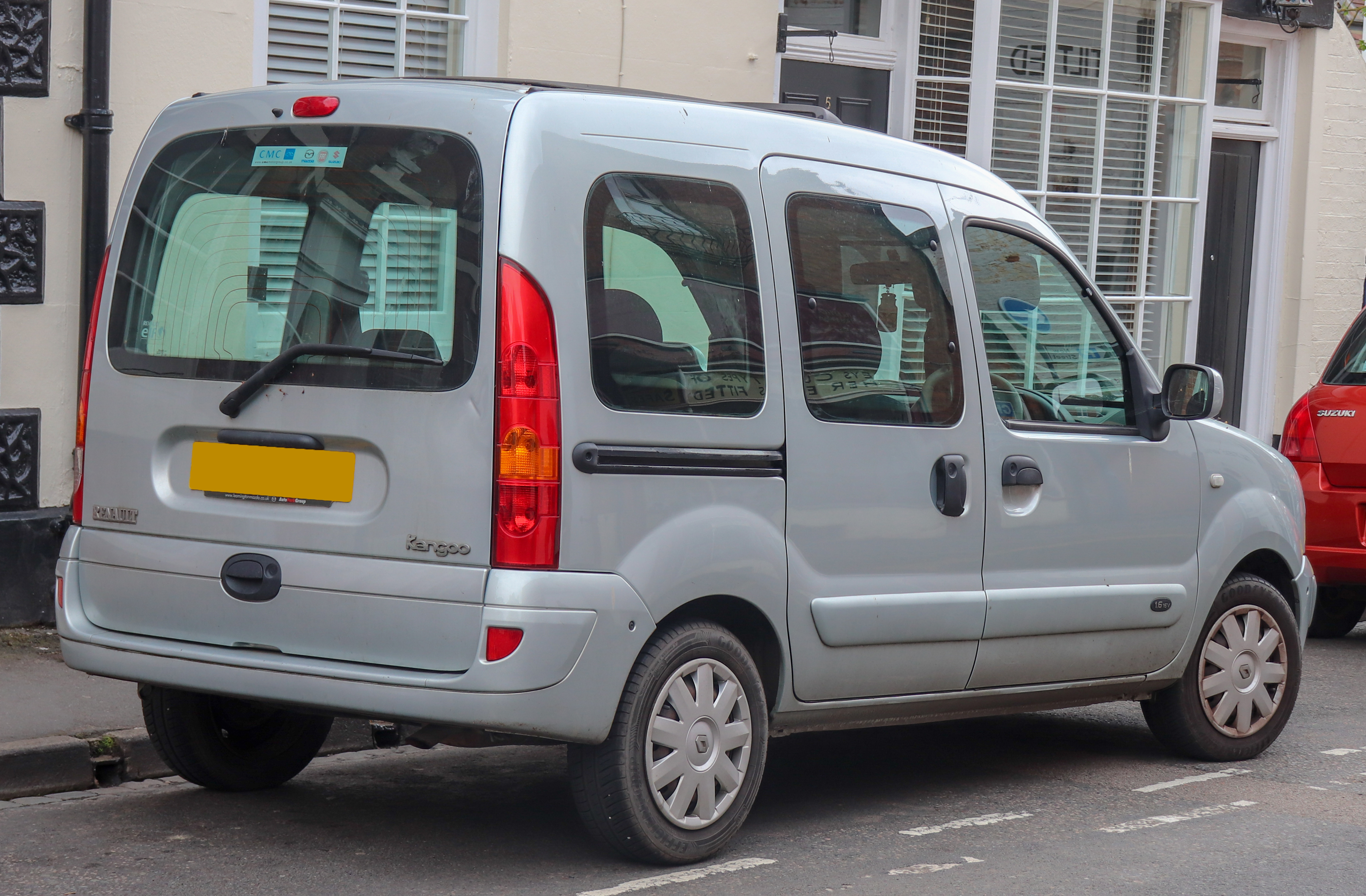
Renault Kangoo I – tył po drugim liftingu

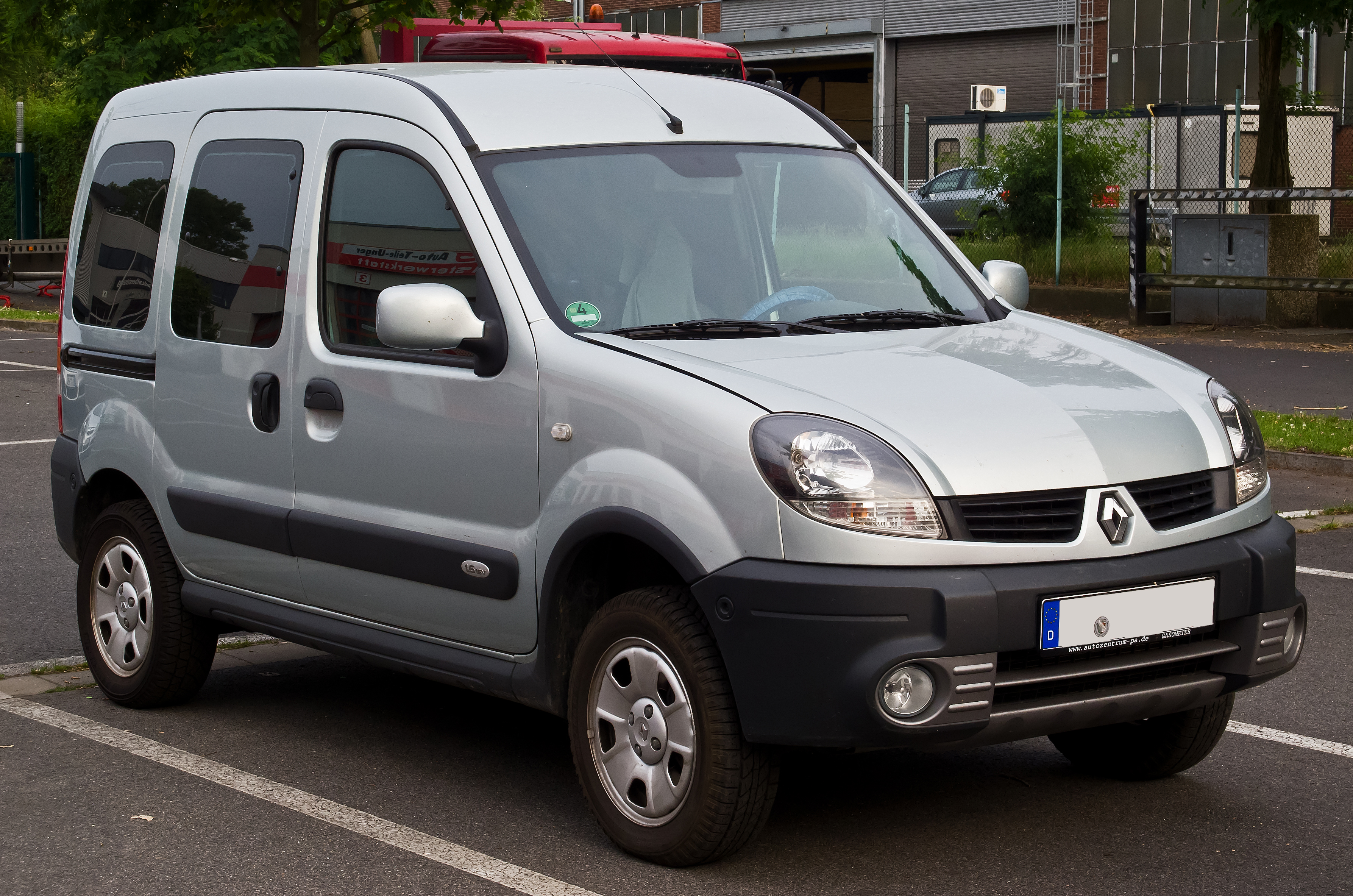
Renault Kangoo I 4×4

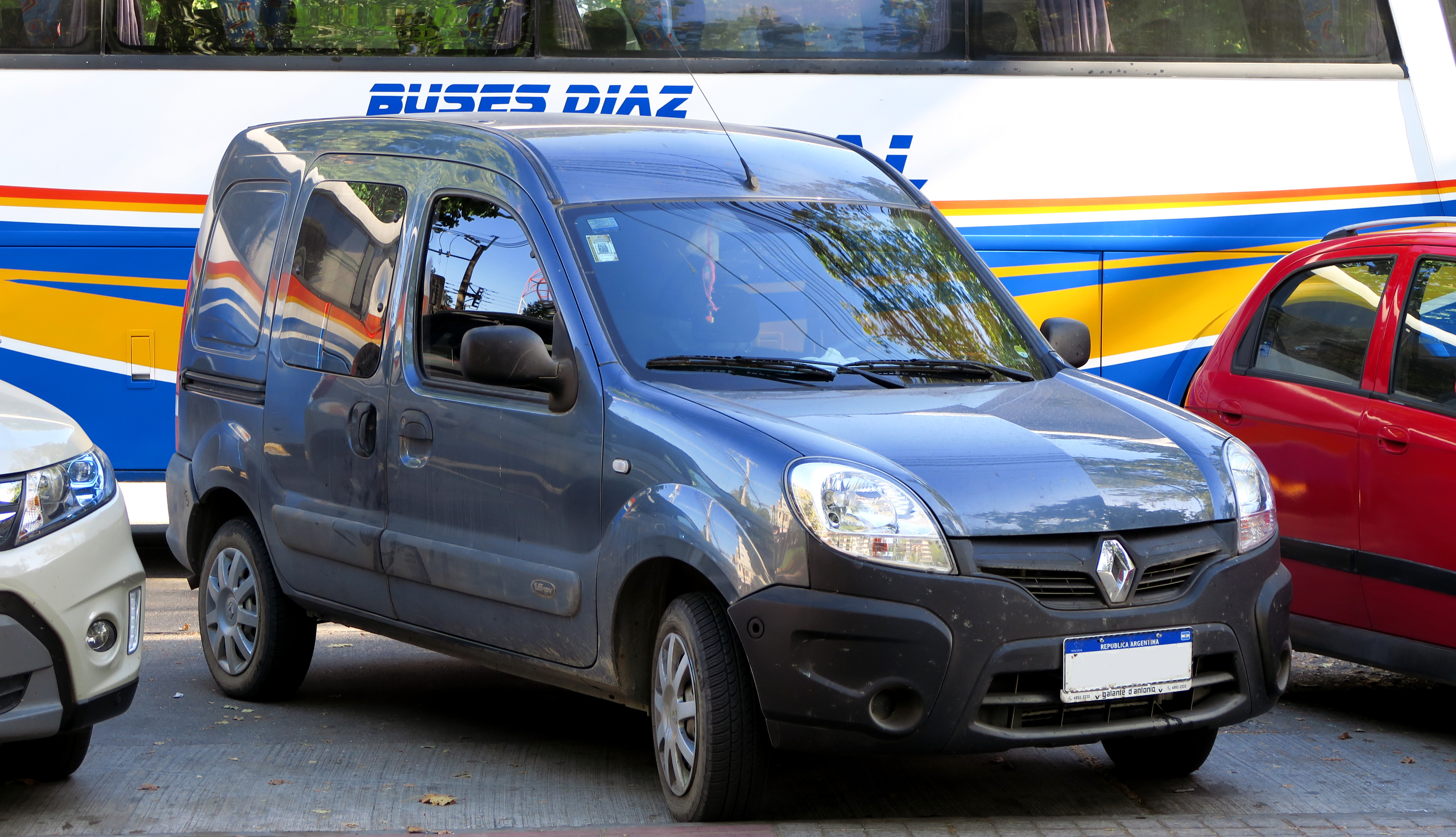
argentyńskie Renault Kangoo I po trzecim liftingu

Renault Kangoo I został zaprezentowany po raz pierwszy w 1997 roku.
Studyjną zapowiedzią nowego osobowo-dostawczego modelu w ofercie był przedstawiony na początku 1997 roku prototyp Renault Pangea. Produkcyjny model pod nazwą Renault Kangoo w obszernym zakresie odtworzył kształty poprzedzającego jego debiut prototypu, zyskując charakterystyczne obłe kształty i wąskie tylne lampy umieszczone w słupkach.
Wnętrze Kangoo utrzymane zostało w estetyce tożsamej z osobowymi modelami Renault. Górna część deski rozdzielczej pokryta została materiałem antyodblaskowym. Samochód wyposażono w między innymi kolumnę kierownicy składającą się w chwili zderzenia. Charakterystyczną cechą modelu stały się odsuwane tylne drzwi, które w pierwszym roku produkcji dostępne były tylko z prawej strony, a od 1999 roku – także z lewej.

### Warianty
Wersje dostawcze występują pod nazwą Kangoo Rapid. Mogą mieć ograniczone przeszklenie kabiny do drzwi szyb przednich, a drzwi przesuwne boczne tylko do jednej strony. Kolejny wariant wersji dostawczych to asymetrycznie dzielone dwuskrzydłowe drzwi tylne zamiast tylnej klapy. Dostępna jest wersja przedłużona o nazwie Kangoo Maxi.
W 2001 roku gama wariantów osobowych została poszerzona o wersję z napędem na obie osie, która otrzymała nazwę Renault Kangoo Trekka. Samochód zyskał wyraźnie większy, 180-milimetrowy prześwit, a także dodatkowe nakładki plastikowe na zderzaki, nadkola i progi. Po restylizacji z 2003 roku samochód przemianowano na Renault Kangoo 4×4, przez co zyskał dodatkowo duży napis 4×4 na klapie bagażnika oraz ciemne wkłady reflektorów.

### Restylizacje
W marcu 2003 roku Renault Kangoo pierwszej generacji przeszło obszerną restylizację. Przyniosła ona przeprojektowane nadwozie, z zupełnie nowym pasem przednim – pojawiła się dwuczęściowa atrapa chłodnicy, zderzaki z większą liczbą kolorowych paneli, a także nowe, zaokrąglone reflektory o bardziej regularnym kształcie. Z tyłu producent umieścił przeprojektowany układ lamp oraz nowe zderzaki, za to w kabinie pasażerskiej zastosowano m.in. nowe koło kierownicy.
Drugą, subtelniejszą restylizację przeprowadzono w październiku 2005 roku. Topowe odmiany zyskały w pełni lakierowane w kolorze nadwozia zderzaki, a atrapę chłodnicy wizualnie połączoną z reflektorami poprzez węższe, zadarte ku górze elementy.

### Argentyna
Renault Kangoo pierwszej generacji trafiło do sprzedaży w Argentynie w 1999 roku, gdzie odbywała się jednocześnie jego produkcja w zakładach francuskiego producenta w Santa Isabel. Samochód zdobył dużą popularność na tym rynku, pozostając w produkcji przez kolejne dwie dekady, niezależnie od premiery drugiej generacji na rynkach globalnych.
W międzyczasie, specjalnie z myślą o lokalnym rynku, ofertę poszerzyła stylizowana na SUV-a odmiana Renault Kangoo Sportway, stanowiąca odpowiedź na podobnej koncepcji oferowane na rynkach latynoamerykańskich modele Fiata i Peugeota. Wyróżniła się ona podwyższonym prześwitem, dodatkowymi nakładkami na zderzaki, nadkola oraz progi, a także inną kolorystyką kabiny pasażerskiej.
W 2013 roku argentyńskie Renault Kangoo pierwszej generacji przeszło dedykowaną dla lokalnego rynku restylizację, w ramach której samochód zyskał nowe zegary i gałkę zmiany biegów, a także atrapę chłodnicy z szeroką poprzeczką upodabniającą model do nowych konstrukcji Renault. Pod tą postacią samochód produkowano przez kolejne 5 lat, po czym zniknął ostatecznie z rynku w 2018 roku na rzecz zupełnie nowego modelu, ponownie różniącego się wizualnie od Kangoo II na innych rynkach.

### Silniki
W momencie wprowadzenia auta na rynek dostępne były dwa ośmiozaworowe silniki benzynowe: 1.2 (60 KM) i 1.4 (75 KM). Diesle zaczynały się od 1.9 z pompą wtryskową o mocy 55 i 65 KM. W 2000 roku dodano silnik Diesla z bezpośrednim wtryskiem 1.9 dTi o mocy maksymalnej 80 KM i wycofano 1.9 (55 KM). W 2001 roku benzynowy 1.4 zastąpiono silnikiem 1.6 i wycofano 1.9 o mocy 65 KM. W roku 2002 pojawiło się kilka nowości: 1.2 16v i 1.5 dCi (65 i 80 KM). Dlatego w 2003 wycofano 1.9 D i 1.9 dTi. W 2006 wymieniono diesle 1.5 na kolejną generację spełniającą normę Euro 4: 60, 70 i 85 KM.
| Model   | Pojemność | Maks. moc | Moment obrotowy | V-max    | 0–100 km/h |
| ------- | --------- | --------- | --------------- | -------- | ---------- |
| 1.2     | 1149 cm³  | 60 KM     | 91 Nm           | 136 km/h | 18,8 s     |
| 1.2 16v | 1149 cm³  | 75 KM     | 105 Nm          | 159 km/h | 14,2 s     |
| 1.4 8v  | 1390 cm³  | 75 KM     | 114 Nm          | 155 km/h | 14,9 s     |
| 1.6 16v | 1598 cm³  | 95 KM     | 148 Nm          | 170 km/h | 10,7 s     |
| 1.5 dCi | 1461 cm³  | 60 KM     | 130 Nm          | 140 km/h | 17,9 s     |
| 1.5 dCi | 1461 cm³  | 68 KM     | 160 Nm          | 148 km/h | 19,6 s     |
| 1.5 dCi | 1461 cm³  | 82 KM     | 180 Nm          | 150 km/h | 16,5 s     |
| 1.5 dCi | 1461 cm³  | 85 KM     | 210 Nm          | 157 km/h | 16,0 s     |
| 1.5 dCi | 1461 cm³  | 106 KM    | 240 Nm          | 170 km/h | 13,0 s     |
| 1.9 D   | 1870 cm³  | 65 KM     | 120 Nm          | 145 km/h | 19,5 s     |
| 1.9 dTi | 1870 cm³  | 80 KM     | 180 Nm          | 160 km/h | 14,1 s     |

## Druga generacja

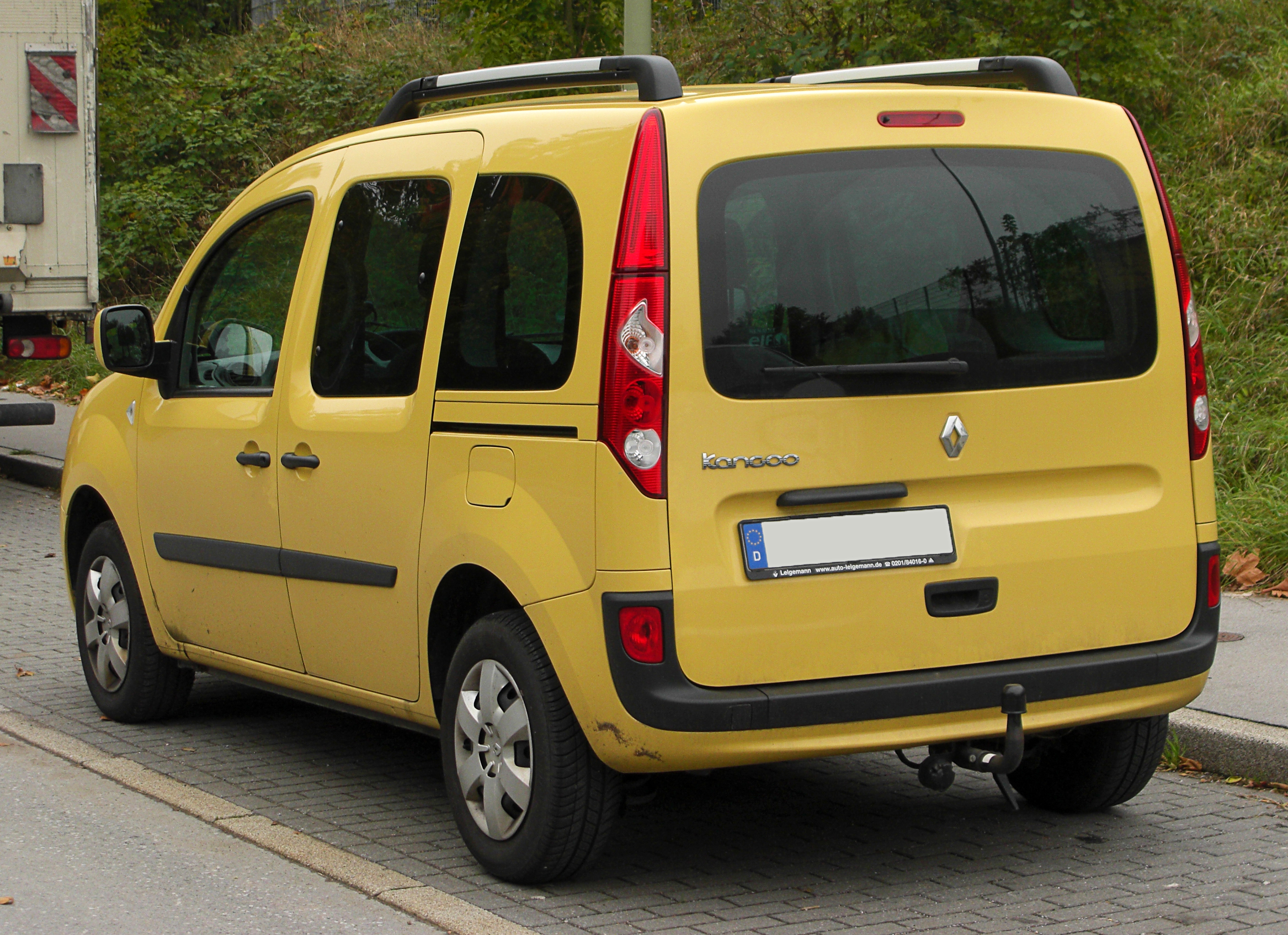
Renault Kangoo II – tył

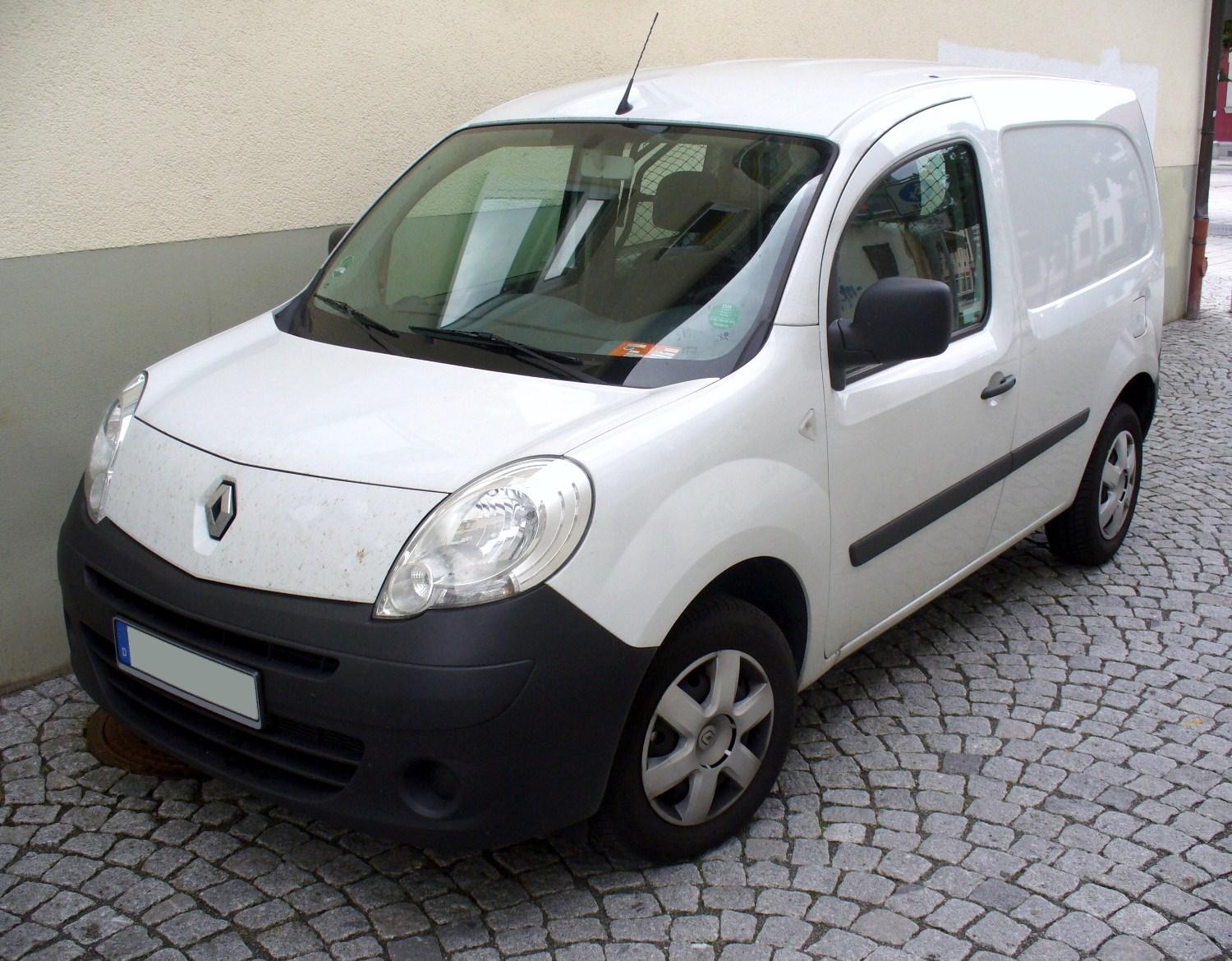
Renault Kangoo II Express

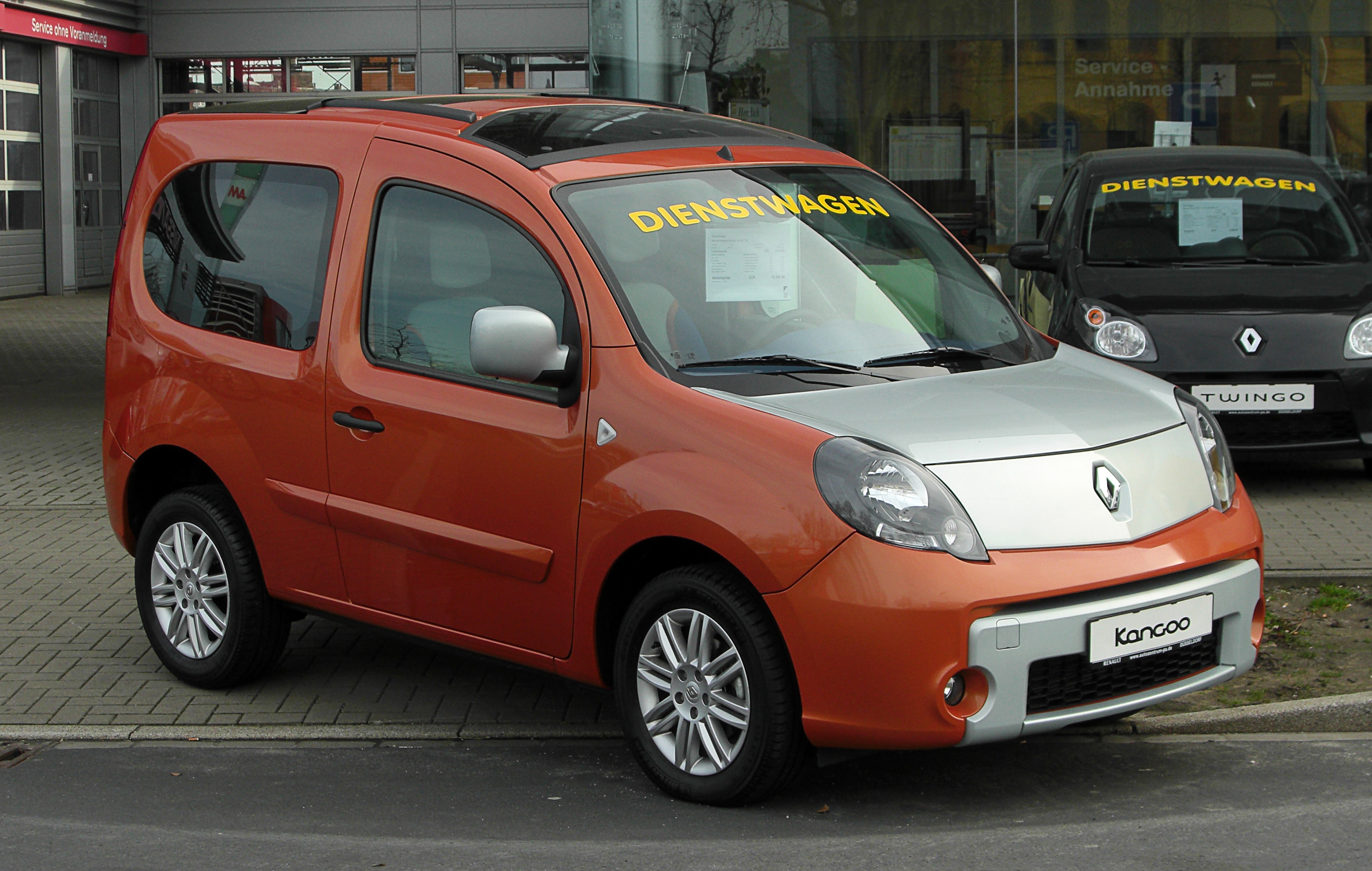
Renault Kangoo Be Bop

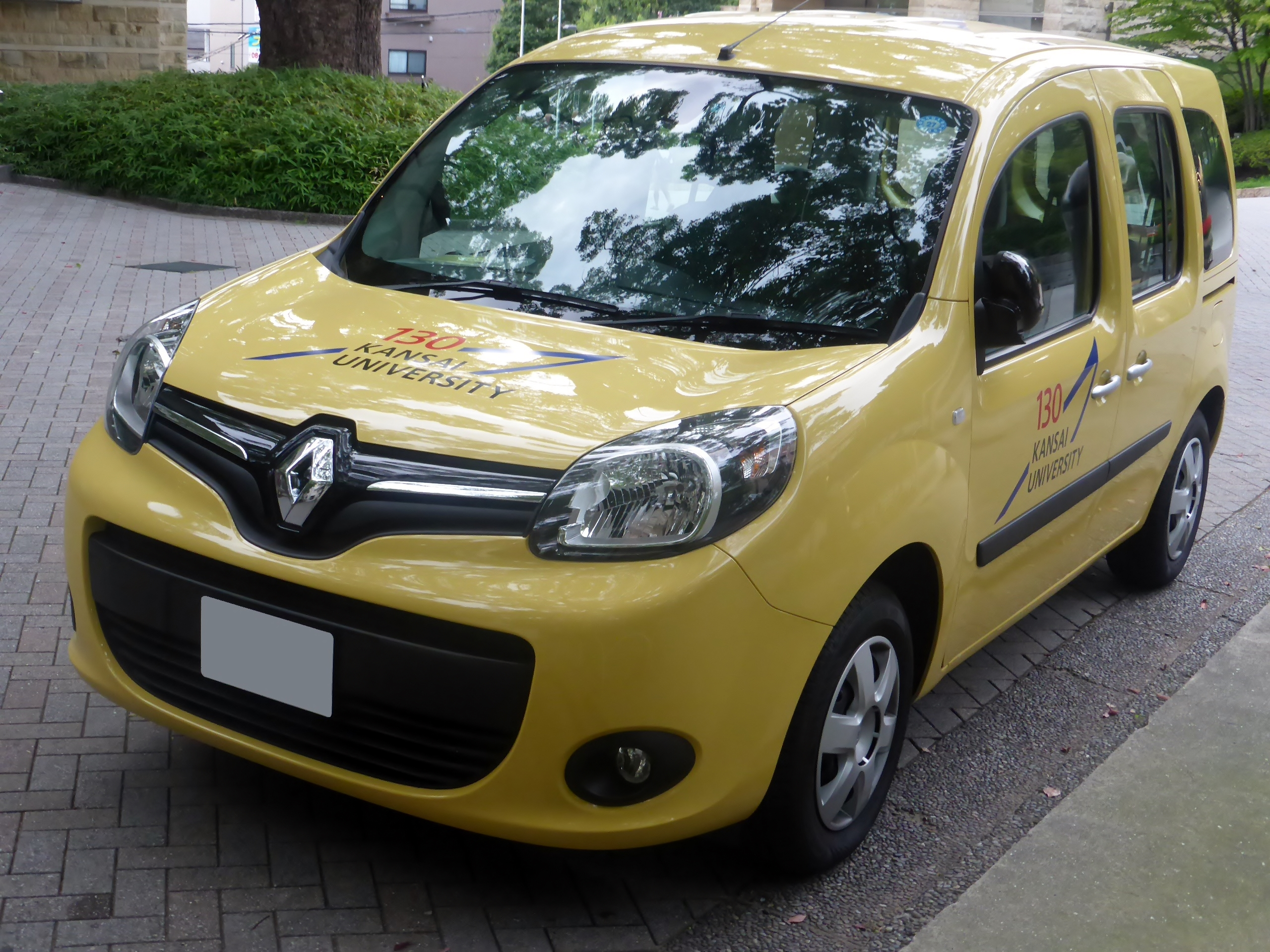
Renault Kangoo II po liftingu

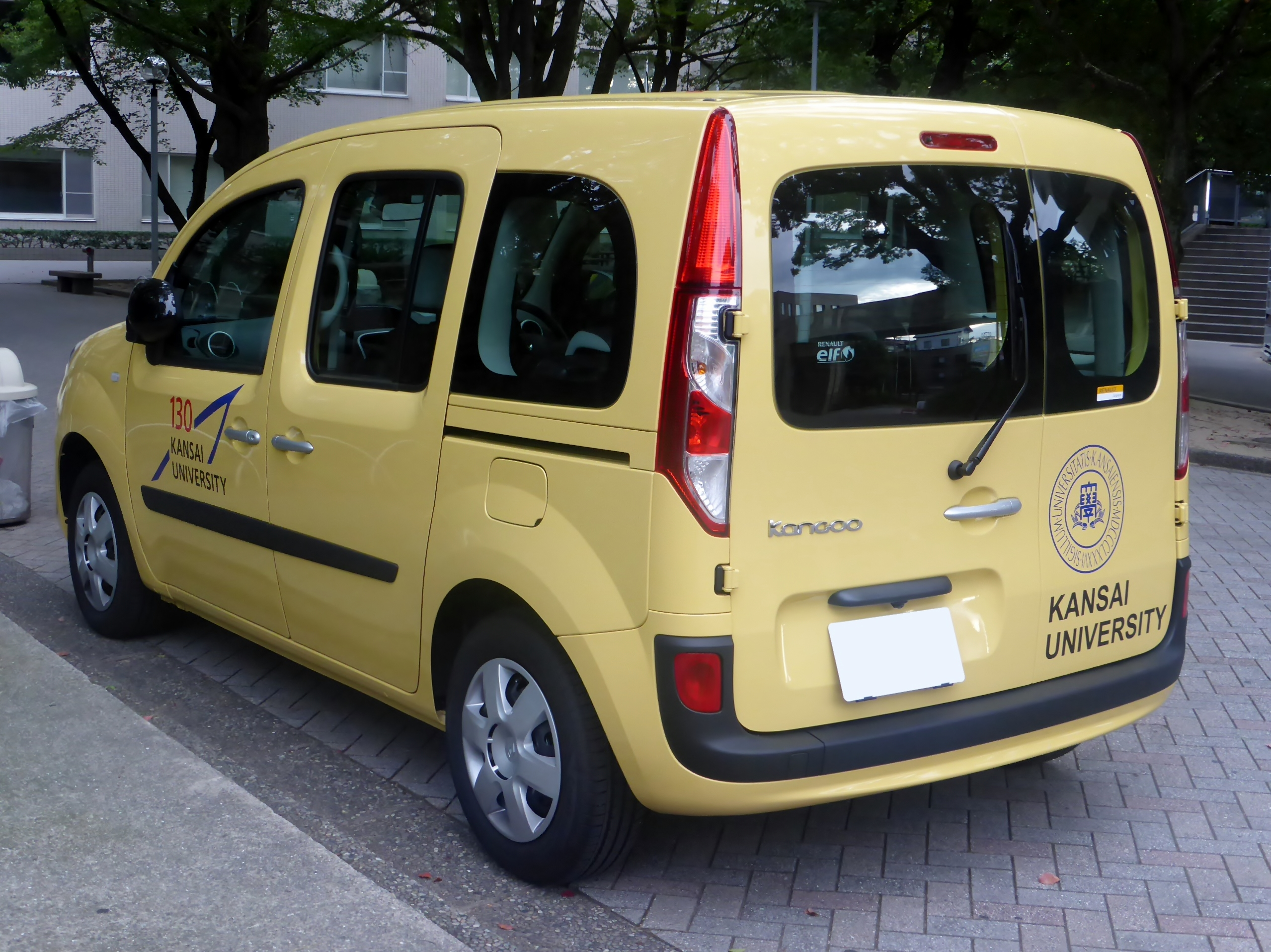
Renault Kangoo II – tył po liftingu

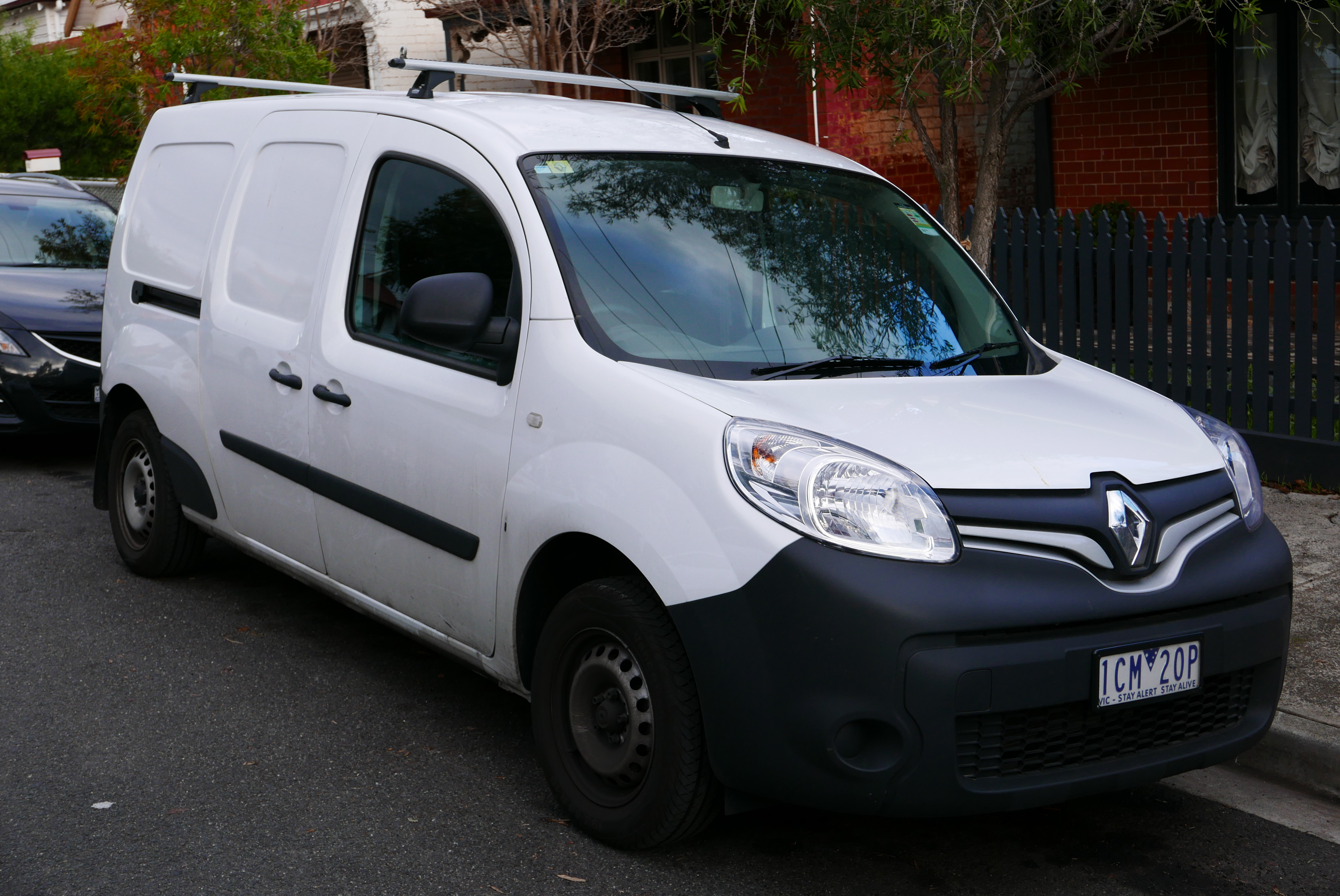
Renault Kangoo II Maxi Van

Renault Kangoo II został zaprezentowany po raz pierwszy w 2007 roku.
Po 2,2 miliona wyprodukowanych egzemplarzach i 10 latach produkcji dotychczasowego wcielenia, Renault przedstawiło zupełnie nowe wcielenie Kangoo opracowane w oparciu o nową platformę ówczesnego koncernu Renault-Nissan Alliance. Zachowując charakterystyczne proporcje z wąskim, wysokim nadwoziem i długimi lampami w słupkach, Kangoo drugiej generacji stało się dłuższe o 18 centymetrów, a ponadto także szersze i wyższe.
Projektując nowe, większe Renault Kangoo drugiej generacji producent skoncentrował się na przełożeniu tych zmian na pojemność kabiny pasażerskiej. Stała się ona dłuższa o 10 centymetrów, a także szersza o 9 centymetrów – z czego największe zmiany pod kątem przestrzeni pojawiły się w drugim rzędzie siedzeń. Estetyka kabiny pasażerskiej została w głębszym zakresie zbliżona do modeli osobowych dzięki np. wycofaniu nieosłoniętych paneli drzwi.
Pod kątem wizualnym Renault Kangoo drugiej generacji stało się masywniejsze, zyskując dłuższy zwis przedni, charakterystyczną zaokrągloną szybę przednią, a także wysoko osadzone, zaokrąglone reflektory w kształcie kropli.

### Lifting
W lutym 2013 Renault Kangoo drugiej generacji przeszło rozległą restylizację. Samochód zyskał zupełnie nowy wygląd pasa przedniego z wyżej umieszczonymi, węższymi reflektorami, a także bardziej obły przedni zderzak i nową osłonę chłodnicy z charakterystyczną listwą w stylu nowszych konstrukcji producenta
Modyfikacje przeszły też błotniki, wkłady tylnych lamp oraz wystrój kabiny pasażerskiej, gdzie zastosowano inny odcień materiałów, nowe koło kierownicy i zegary, a także przeprojektowaną konsolę centralną. Dodatkowo, gamę jednostek napędowych uzupełnił 120-konny turbodoładowany silnik tCe.

### Warianty
Renault Kangoo drugiej generacji trafiło do sprzedaży w trzech wariantach długości: skróconym, podstawowym oraz przedłużonym, z czego modele dostawcze nazywały się tym razem nie Kangoo Rapid, lecz Kangoo Express.
W 2009 roku gamę najpierw poszerzyła odmiana mniejsza, charakteryzująca się nadwoziem krótszym niż 4 metry i brakiem drugiego rzędu siedzeń. W przypadku wariantu dostawczego otrzymała przydomek Kangoo Express Compact, z kolei odmiana osobowa uzupełniła ofertę jako awangardowy model Kangoo Be Bop. Jego charakterystyczną cechą stało się dwubarwne malowanie nadwozia ze srebrnymi akcentami, a także jednoczęściowa klapa z opuszczaną szybą, odchylana na lewy bok. Ponadto, odsuwana część dachu nad drugim rzędem siedzeń pozwalała pozyskać otwartą przestrzeń. Samochód zachował niszową pozycję rynkową i w przeciwieństwie do odmiany dostawczej zniknął z rynku przedwcześnie, w 2013 roku.
W 2010 roku zarówno odmiana dostawcza, jak i osobowa trafiła do sprzedaży w trzecim z zaplanowanych wariantów długości nadwozia, zyskując nazwę Kangoo Maxi. Wyróżniła się ona wydłużonym rozstawem osi, a także plastikową lotką w powstałej przestrzeni między tylną osią, a drzwiami. W przypadku odmiany osobowej, otrzymała ona nazwę Grand Kangoo i wyróżniała się charakterystyczną, wydłużoną szybą za drugim rzędem siedzeń.

### Wersje wyposażeniowe
- Oasis
- Grand Oasis
- Helios
- Exterm
- Komfort
- Komfort Clim
- Pack Clim
- Expression
- Privilege

### Silniki
| Model       | Pojemność | Maks. moc | Moment obrotowy | V-max    | 0–100 km/h | Lata produkcji |
| ----------- | --------- | --------- | --------------- | -------- | ---------- | -------------- |
| 1.6         | 1598 cm³  | 90 KM     | 128 Nm          | 158 km/h | 15,8 s     | 2008–2010      |
| 1.6 16v     | 1598 cm³  | 105 KM    | 148 Nm          | 170 km/h | 13,0 s     | 2008–2010      |
| 1.6 16v E85 | 1598 cm³  | 107 KM    | 148 Nm          | 165 km/h | 14,0 s     | 2011–2021      |
| 1.5 dCi     | 1461 cm³  | 70 KM     | 185 Nm          | 147 km/h | 19,6 s     | 2008–2010      |
| 1.5 dCi E5  | 1461 cm³  | 75 KM     | 180 Nm          | 151 km/h | 17,5 s     | 2011–2021      |
| 1.5 dCi     | 1461 cm³  | 85 KM     | 200 Nm          | 158 km/h | 16,0 s     | 2008–2010      |
| 1.5 dCi E5  | 1461 cm³  | 90 KM     | 200 Nm          | 158 km/h | 15,0 s     | 2011–2021      |
| 1.5 dCi     | 1461 cm³  | 105 KM    | 240 Nm          | 170 km/h | 13,0 s     | 2008–2010      |
| 1.5 dCi E5  | 1461 cm³  | 109 KM    | 240 Nm          | 170 km/h | 12,3 s     | 2011–2021      |

### Kangoo Z.E.

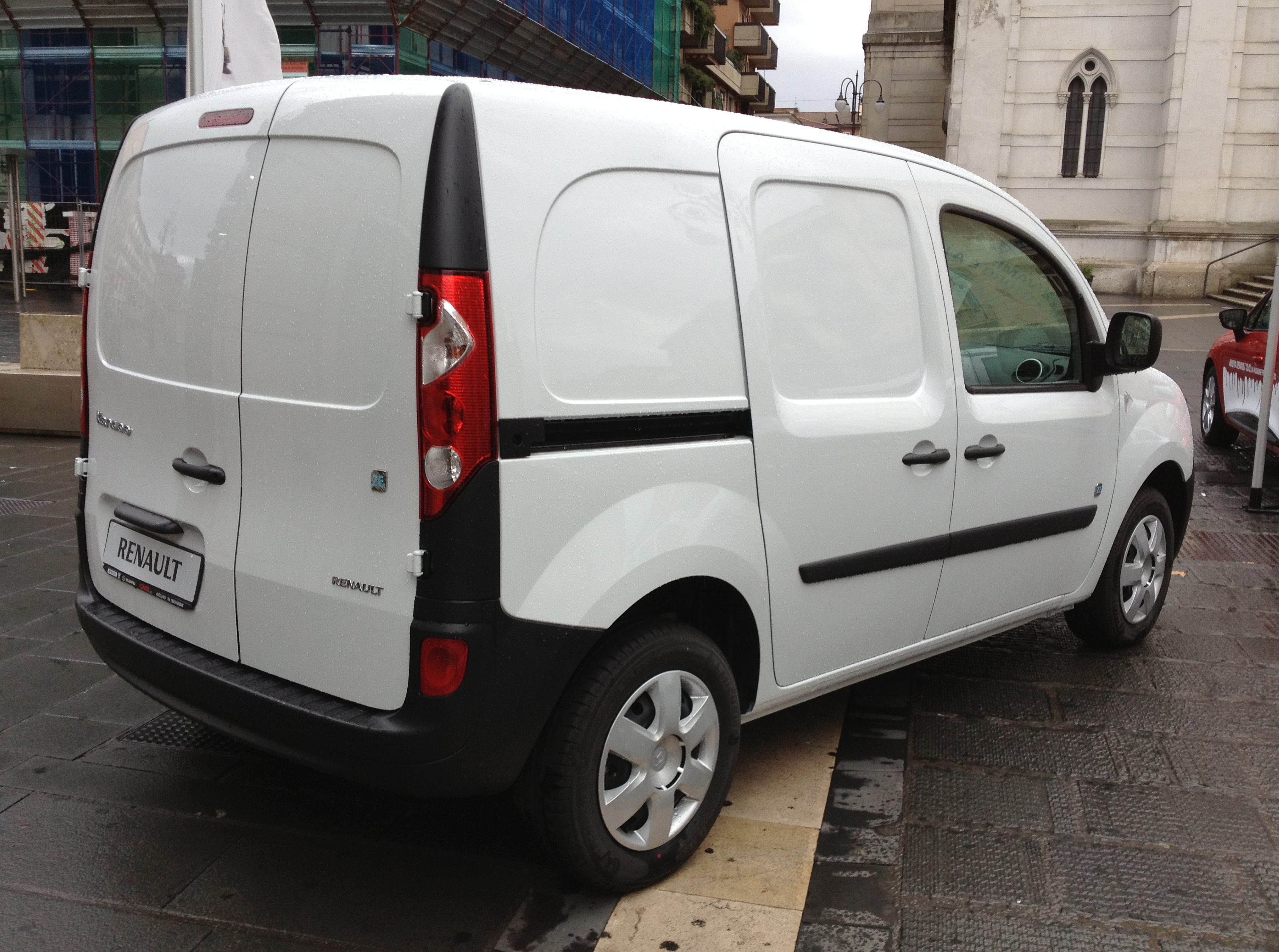
Renault Kangoo Z.E. – tył

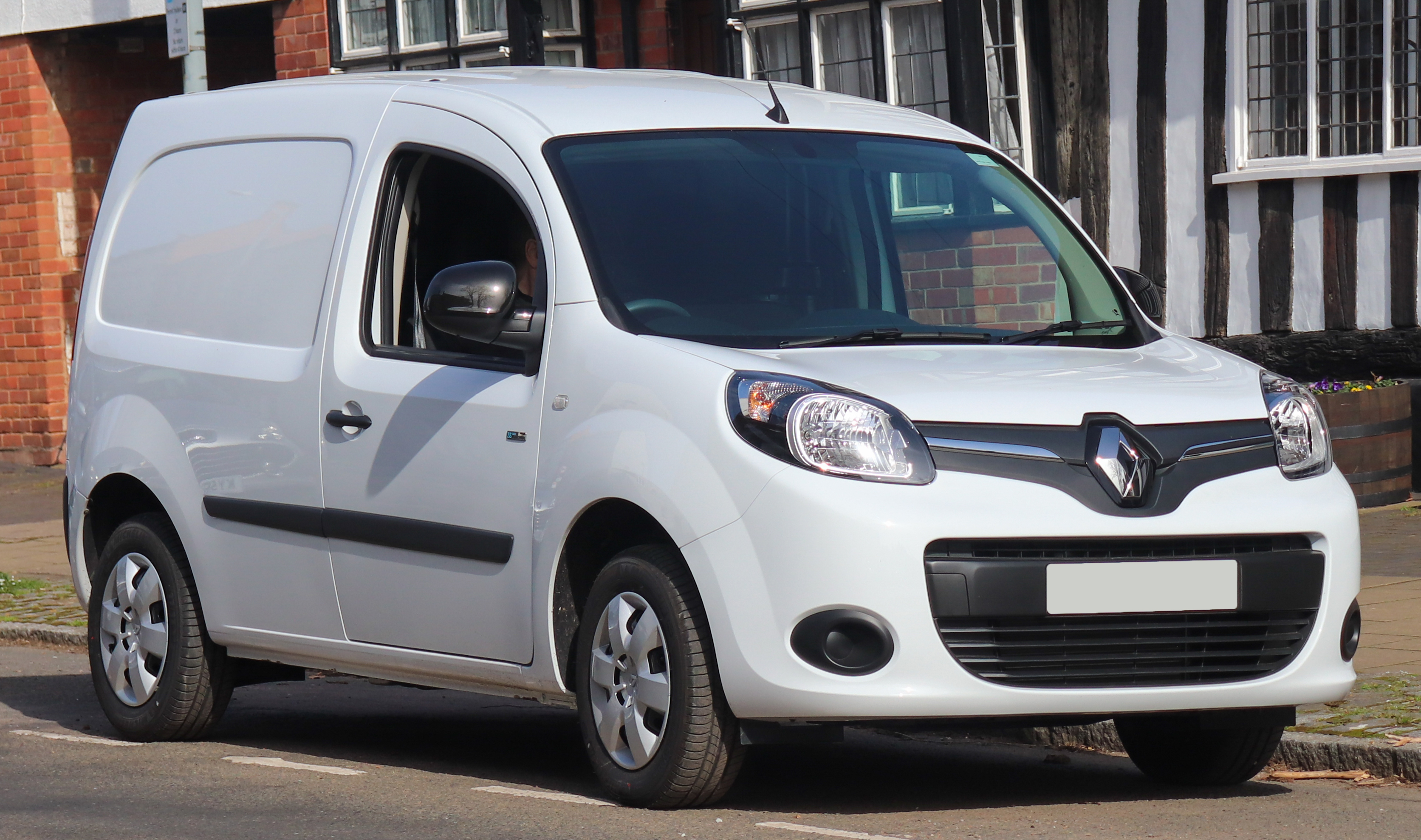
Renault Kangoo Z.E. po liftingu

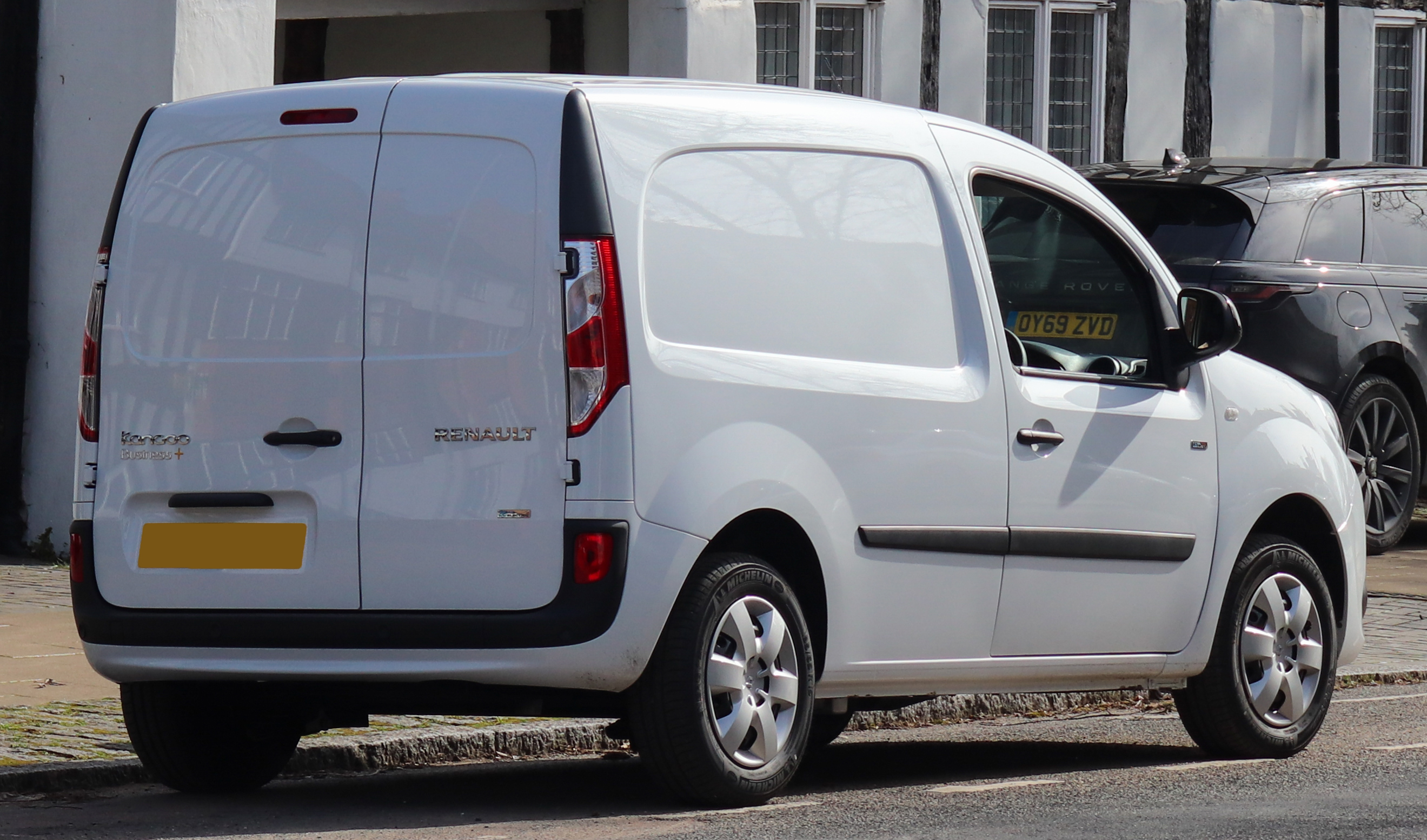
Renault Kangoo Z.E. – tył po liftingu

Renault Kangoo Z.E. zostało zaprezentowane po raz pierwszy w 2011 roku.
Po czterech latach od debiutu Kangoo drugiej generacji, Renault przedstawiło wariant o napędzie w pełni elektrycznym, który poszerzył jednocześnie ofertę modeli sygnowanych linią Z.E po osobowym modelu Fluence Z.E.
Pod kątem wizualnym samochód nie zyskał głębszych zmian w strukturze nadwozia poza gniazdem do ładowania układu elektrycznego. Umieszczono je między lewym reflektorem a logo producenta pod uchylaną klapką. Podobnie jak odmiana spalinowa, Renault Kangoo Z.E. dostępne było zarówno w podstawowej, jak i wydłużonej odmianie osobowej lub dostawczej.

### Lifting
Podobnie jak odmiana spalinowa, także i elektryczne Renault Kangoo Z.E. przeszło restylizację w 2013 roku, po dwóch latach obecności w dotychczasowej formie. Zakres zmian był identyczny w podstawowych założeniach, zyskując inny pas przedni z wyżej osadzonymi reflektorami i innym zderzakiem. Ponadto, samochód zyskał umiejscowione w innym miejscu gniazdo do ładowania – z klapki po lewej stronie przeniesiono je pod logo firmowe uchylane w formie klapki.

### Sprzedaż
Renault Kangoo Z.E. trafił do sprzedaży na wybranych rynkach globalnych obejmujących nie tylko region państw europejskich, ale i latynoamerykańskich oraz Nowej Zelandii i Australii.
Samochód osiągając poziom sprzedaży na poziomie 50 tysięcy sztuk, do drugiej połowy 2020 roku był najpopularniejszym lekkim samochodem dostawczym o napędzie elektrycznym w Europie.

### Dane techniczne
Renault Kangoo Z.E. zyskało układ elektryczny wyposażony w silnik elektryczny o mocy 59 KM, a także baterię o pojemności 22 kWh. Parametry te pozwalały na osiągnięcie 170 kilometrów zasięgu na pełnym ładowaniu. Ładowanie możliwe było dzięki zastosowaniu złącza o mocy 3 kW.
W 2017 roku układ elektryczny Renault Kangoo Z.E. został zmodernizowany. Pojazd wyposażono w silnik elektryczny o takiej samej mocy 59 KM, wprowadzając jednakże wyraźnie większą baterię o pojemności 33 kWh. Pozwala to na przejechanie na jednym ładowaniu ok. 270 kilometrów.

### Wersja argentyńska

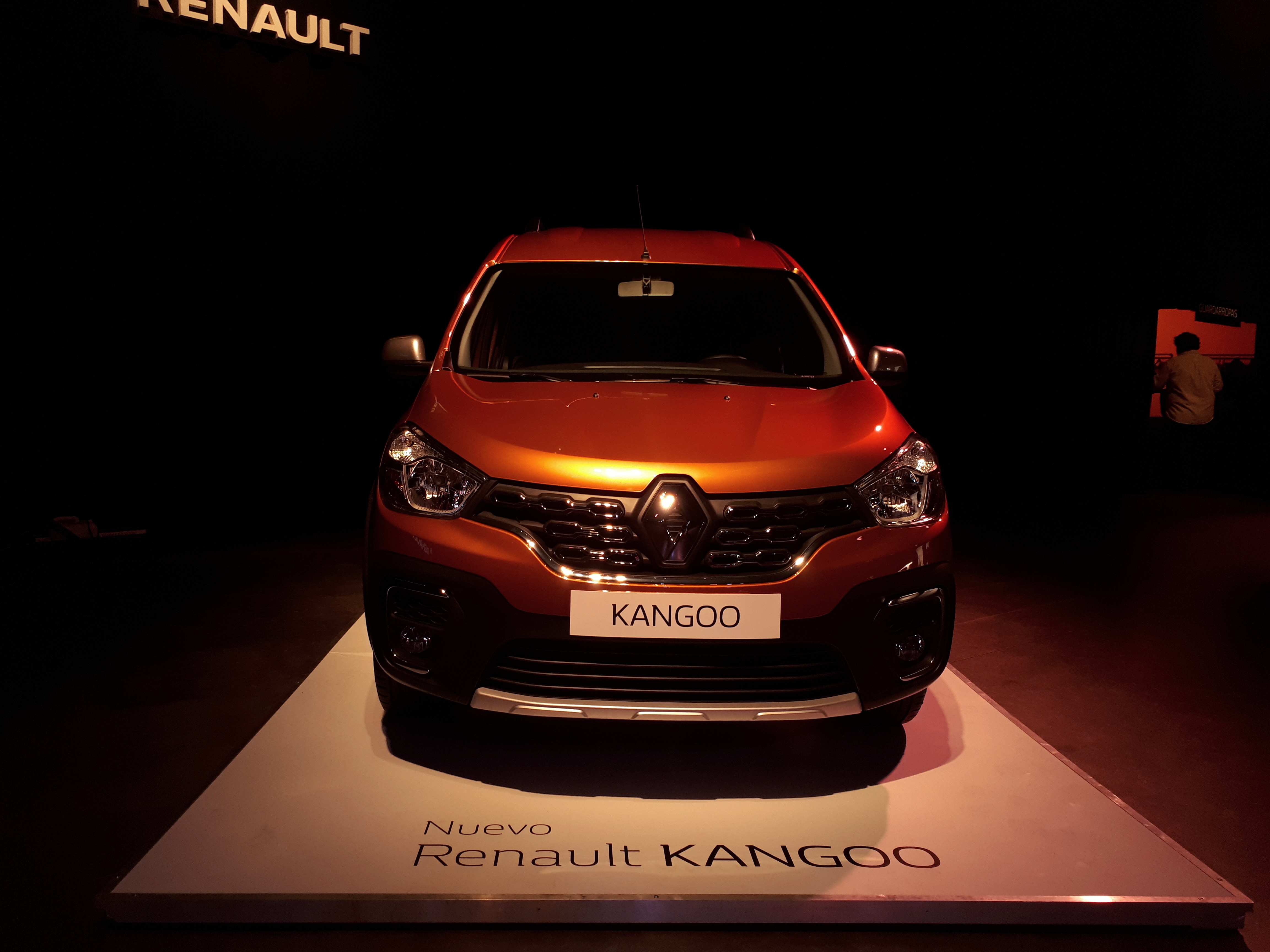
Renault Kangoo II Stepway

Renault Kangoo II zostało zaprezentowane po raz pierwszy w 2018 roku.
Po 19 latach produkcji, argentyński oddział Renault zdecydował się w marcu 2018 roku zakończyć produkcję, nieprzerwanie wytwarzanej od 1999 roku pierwszej generacji Kangoo i przedstawić zupełnie nowego następcę.
W przeciwieństwie do produkowanego wówczas od 11 lat europejskiego Kangoo II, z myślą o rynku argentyńskim zdecydowano się wykorzystać tę nazwę dla lokalnej odmiany innego modelu koncernu Renault-Nissan, wytwarzanej dotychczas od 2012 roku w Rumunii i Maroku Dacii Dokker.
Argentyńskie Kangoo II w porównaniu do rumuńskiego pierwowzoru zyskało przeprojektowany zderzak z charakterystycznym zwężeniem wokół logo, a także inną atrapę chłodnicy oraz zmodyfikowane koło kierownicy. Pojazd trafił do produkcji w tych samych co dotychczas, lokalnych zakładach Renault w Santa Isabel obok Córdoby.

### Kangoo Stepway
Oprócz wariantu dostawczego oraz osobowego, gama wariantów argentyńskiego Renault Kangoo drugiej generacji została ponownie wzbogacona o odmianę wizualnie upodobnioną do SUV-ów. Kangoo Stepway wzorem europejskiego pierwowzoru Dacii o takim samym drugim członie nazwy, zyskał dodatkowe nakładki na zderzaki, nadkola i progi, a także relingi dachowe i chromowane ozdobniki atrapy chłodnicy.

### Sprzedaż
Produkcja i sprzedaż argentyńskiego Renault Kangoo drugiej generacji rozpoczęła się na lokalnym rynku w połowie 2018 roku. Jeszcze w tym samym roku zakłady w Santa Isabel rozpoczęły także eksport na rynki zagraniczne z regionu Ameryki Łacińskiej. W pierwszej kolejności samochód pod nazwą Renault Kangoo Express trafił do sąsiedniego Urugwaju i Paragwaju, z kolei w 2019 roku jako po prostu Kangoo pojazd uzupełnił ofertę w Peru, Kolumbii, a także Meksyku.

### Silniki
- R4 1.2l tCe
- R4 1.6l
- R4 1.5l dCi

## Trzecia generacja

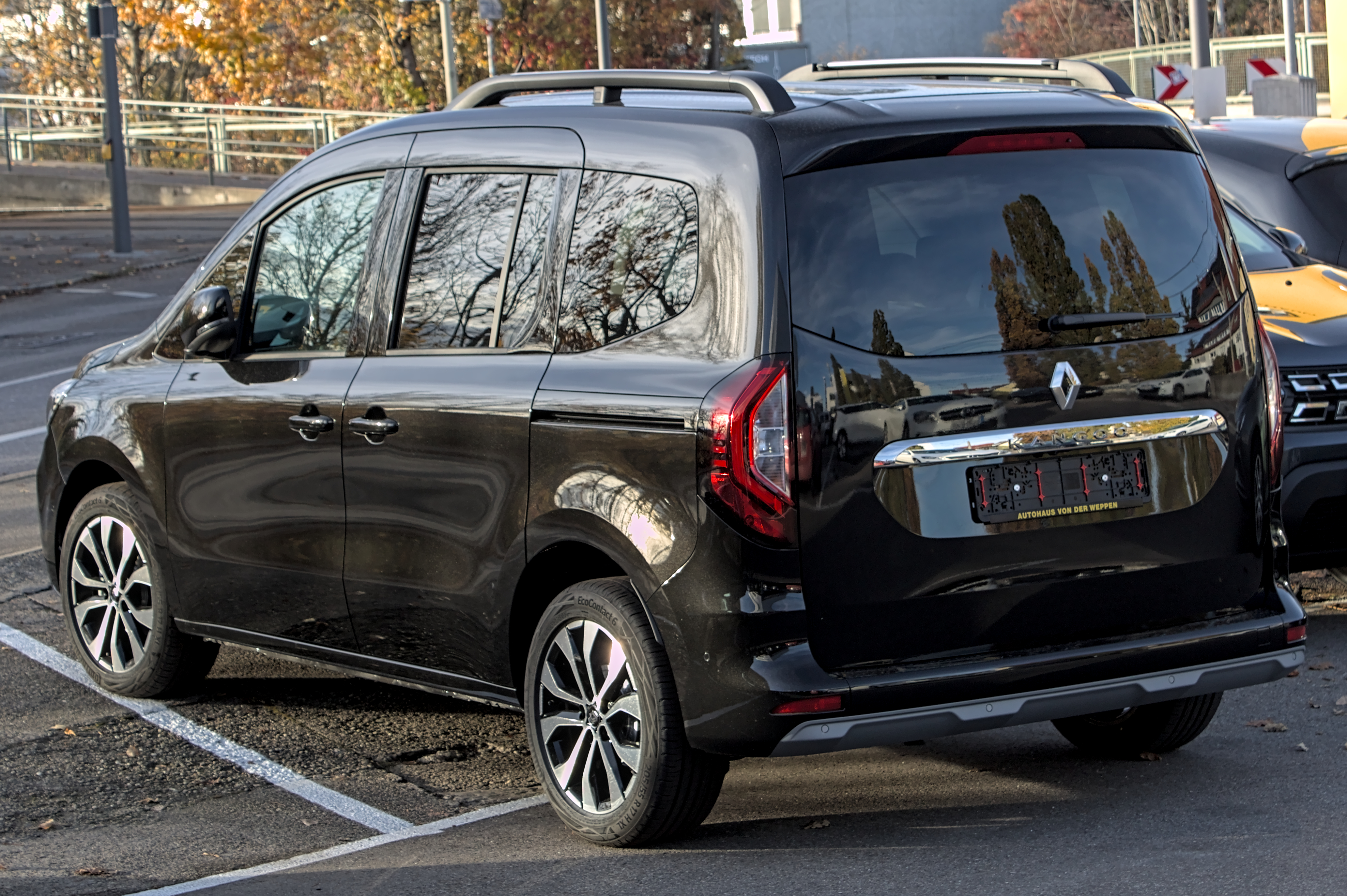
Renault Kangoo III – tył

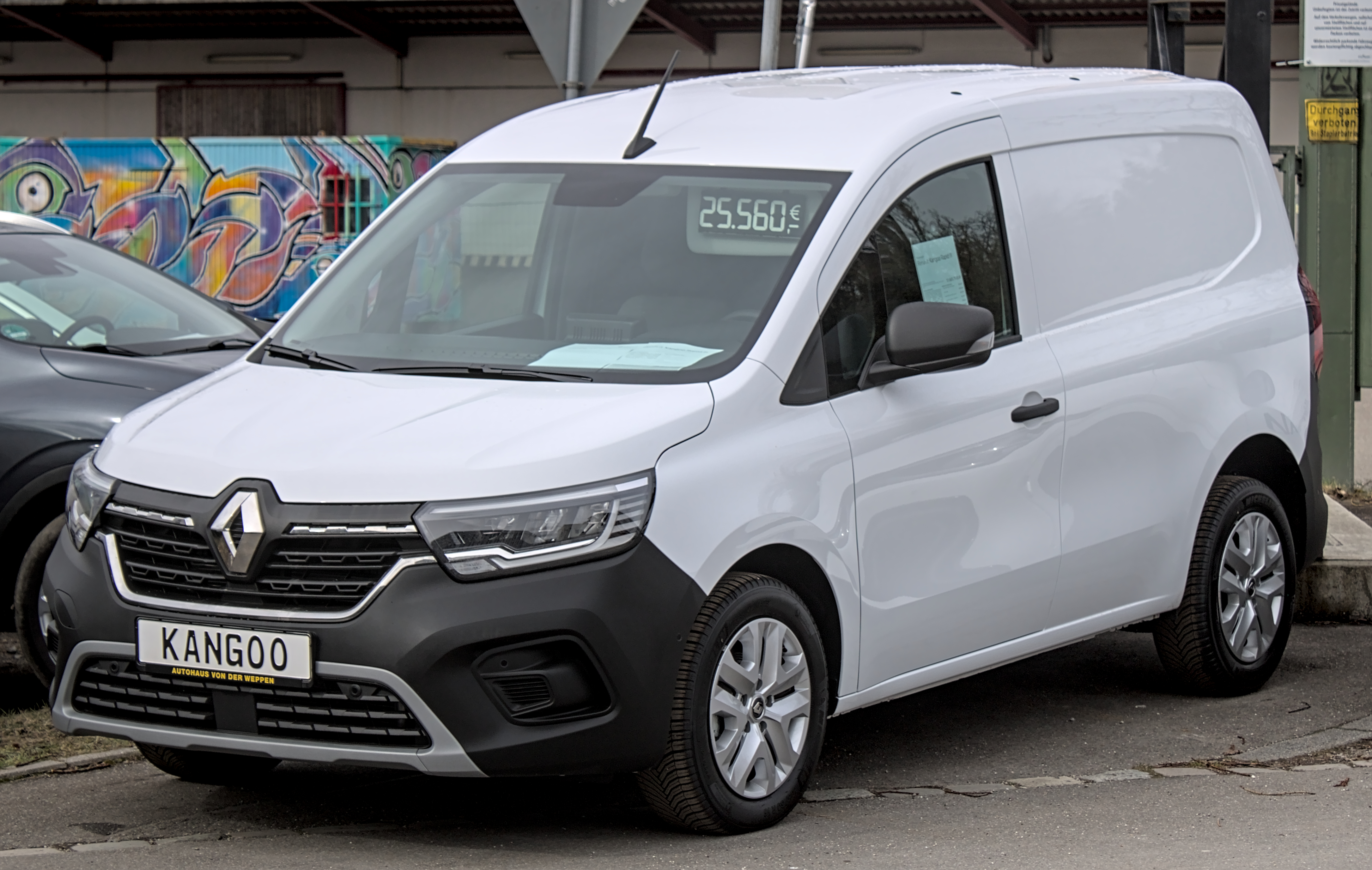
Renault Kangoo III Van

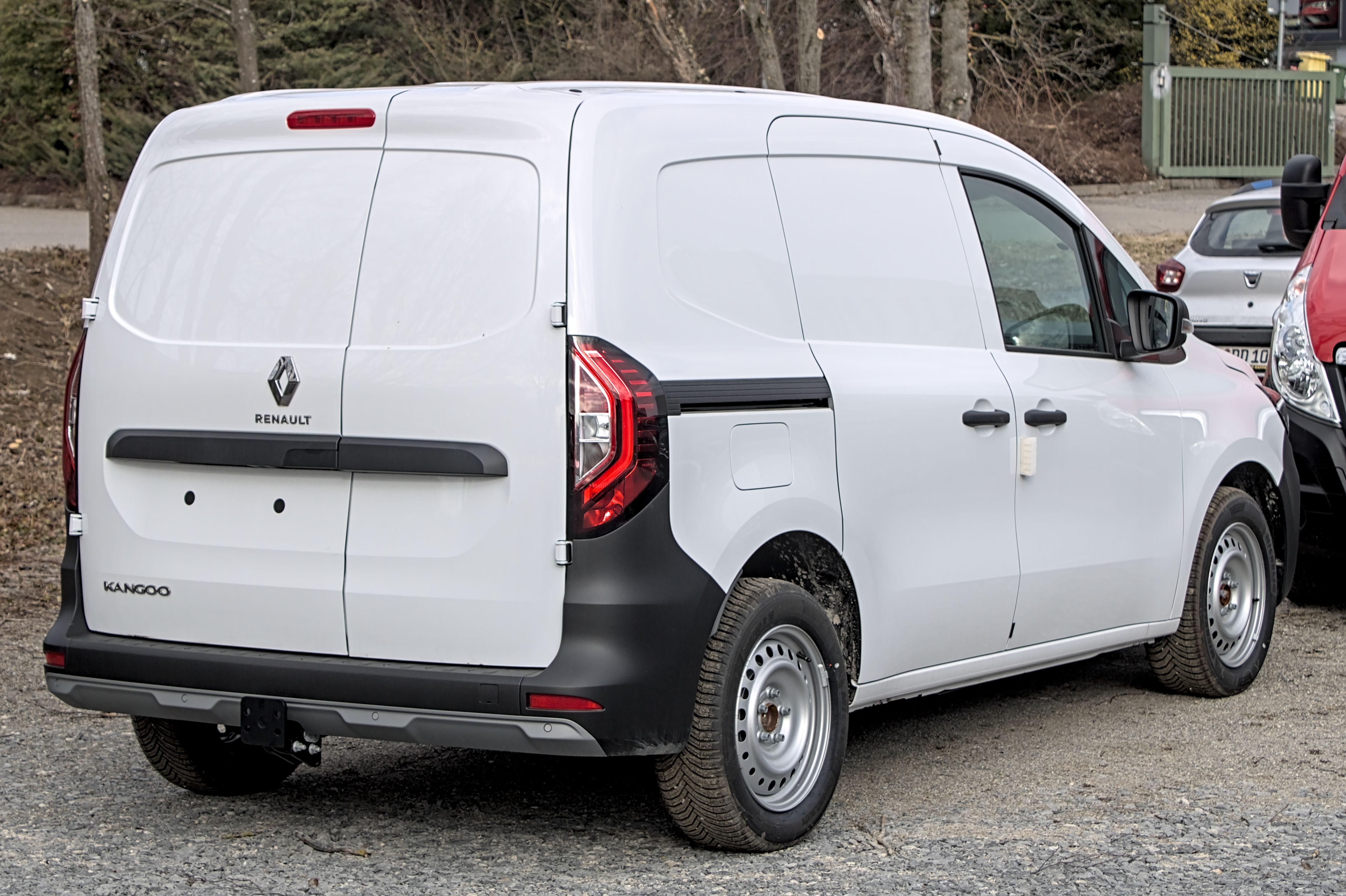
Renault Kangoo III Van – tył

Renault Kangoo III zostało zaprezentowane po raz pierwszy w 2020 roku.
W trakcie intensywnie trwającego procesu konstrukcyjnego, w maju 2019 roku Renault przedstawiło oficjalną zapowiedź planowanej zupełnie nowej generacji Kangoo w postaci bliskiego finalnej wersji prototypu Renault Kangoo Z.E. Concept. Półtora roku później przedstawiono produkcyjny model, ponad 13 lat po debiucie dotychczas produkowanego wcielenia. Samochód zadebiutował równolegle z tańszym, niżej pozycjonowanym modelem Express.
Samochód powstał na zmodernizowanej platformie aliansu Renault-Nissan-Mitsubishi o kodzie CMF, zyskując szersze i niższe, a także obszerniejsze pod kątem długości nadwozie za zasługą większego rozstawu osi. Zmiany konstrukcyjne przełożyły się na inne proporcje nadwozia, które stało się masywniejsze, zyskało niżej poprowadzoną linię maski, a także bardziej obłe nadkola.
W czasie, gdy tylna część nadwozia została przyozdobiona krótszymi niż dotychczas lampami, nie sięgającymi już na słupki, pas przedni został w obszernym zakresie upodobniony do najnowszych konstrukcji Renault. Obszerne zmiany przeszła także kabina pasażerska, która pod kątem stylizacji oraz zastosowanych materiałów została upodobniona m.in. do Clio z piątej generacji.
Deskę rozdzielczą zdominował centralnie umieszczony dotykowy wyświetlacz systemu multimedialnego, za to kokpit wykończono dwubarwnymi materiałami o szaro-czarnej barwie. Projektując kabinę pasażerską Kangoo III, producent postawił na wygospodarowanie szerokich otworów wejściowych oraz dużej liczby schowków. Przy złożeniu drugiego rzędu siedzeń, przedział bagażowy ma 1,88 metra długości, a po dodatkowym złożeniu przedniego – 2,88 metra.

### Warianty
Podobnie jak poprzednicy, także i trzecia generacja Renault Kangoo trafiła do sprzedaży w wariancie osobowym oraz dostawczym. Ponownie jednak odmiana użytkowa zyskała inny przydomek, Kangoo Van.
Charakterystyczną cechą odmiany dostawczej stały się dedykowane dla niej rozwiązania konstrukcyjne mające pozwolić na zoptymalizowane korzystanie z przedziału transportowego. W tym celu, technologia Easy Side Access dzięki usunięciu słupka B od strony drzwi pasażera pozwala uzyskać 1,41 metrowy otwór po otwarciu przednich i tylnych drzwi, uzyskując dostęp zarówno do tylnego, jak i znajdującego się w miejscu przedniego fotela przedziału transportowego.

### Silniki
|                              | TCe 100            | TCe 130            | dCi 75             | dCi 95             | dCi 115            |
| Okres produkcji              | od 2021            | od 2021            | od 2021            | od 2021            | od 2021            |
| Jednostki napędowe           |                    |                    |                    |                    |                    |
| Typ silnika                  | Benzynowy          | Benzynowy          | Wysokoprężny       | Wysokoprężny       | Wysokoprężny       |
| Pojemność                    | 1333 cm³           | 1333 cm³           | 1461 cm³           | 1461 cm³           | 1461 cm³           |
| Doładowanie                  | Turbo              | Turbo              | Turbo              | Turbo              | Turbo              |
| Maks. moc                    | 100 KM             | 130 KM             | 75 KM              | 95 KM              | 115 KM             |
| Maks. moment obrotowy        | 200 Nm             | 240 Nm             | 230 Nm             | 260 Nm             | 270 Nm             |
| Przeniesienie napędu         |                    |                    |                    |                    |                    |
| Napęd                        | Przedni            | Przedni            | Przedni            | Przedni            | Przedni            |
| Skrzynia biegów, standardowa | 6-biegowa manualna | 6-biegowa manualna | 6-biegowa manualna | 6-biegowa manualna | 6-biegowa manualna |
| Skrzynia biegów, opcjonalna  | –                  | EDC                | –                  | EDC                | EDC                |
| Osiągi                       |                    |                    |                    |                    |                    |
| V-max                        | 168 km/h           | 183 km/h           | 152 km/h           | 164 km/h           | 175 km/h           |
| Przyśpieszenie 0–100 km/h    | 14,7 s             | 12,9 s             | 19,2 s             | 15,1 s             | 12,0 s             |
| Spalanie                     | 6,4–6,5 l Super    | 6,4–6,5 l Super    | 5,4–5,5 l Diesel   | 4,9–5,0 l Diesel   | 5,4–5,6 l Diesel   |
| Emisja CO2                   | 145–148 g/km       | 145–148 g/km       | 141–143 g/km       | 128–131 g/km       | 143–154 g/km       |
| Masa całkowita               | 1475–1616 kg       | 1475–1616 kg       | 1577–1688 kg       | 1577–1688 kg       |                    |
| Norma silnika                | Euro 6d            | Euro 6d            | Euro 6d            | Euro 6d            | Euro 6d            |

### Kangoo E-Tech Electric

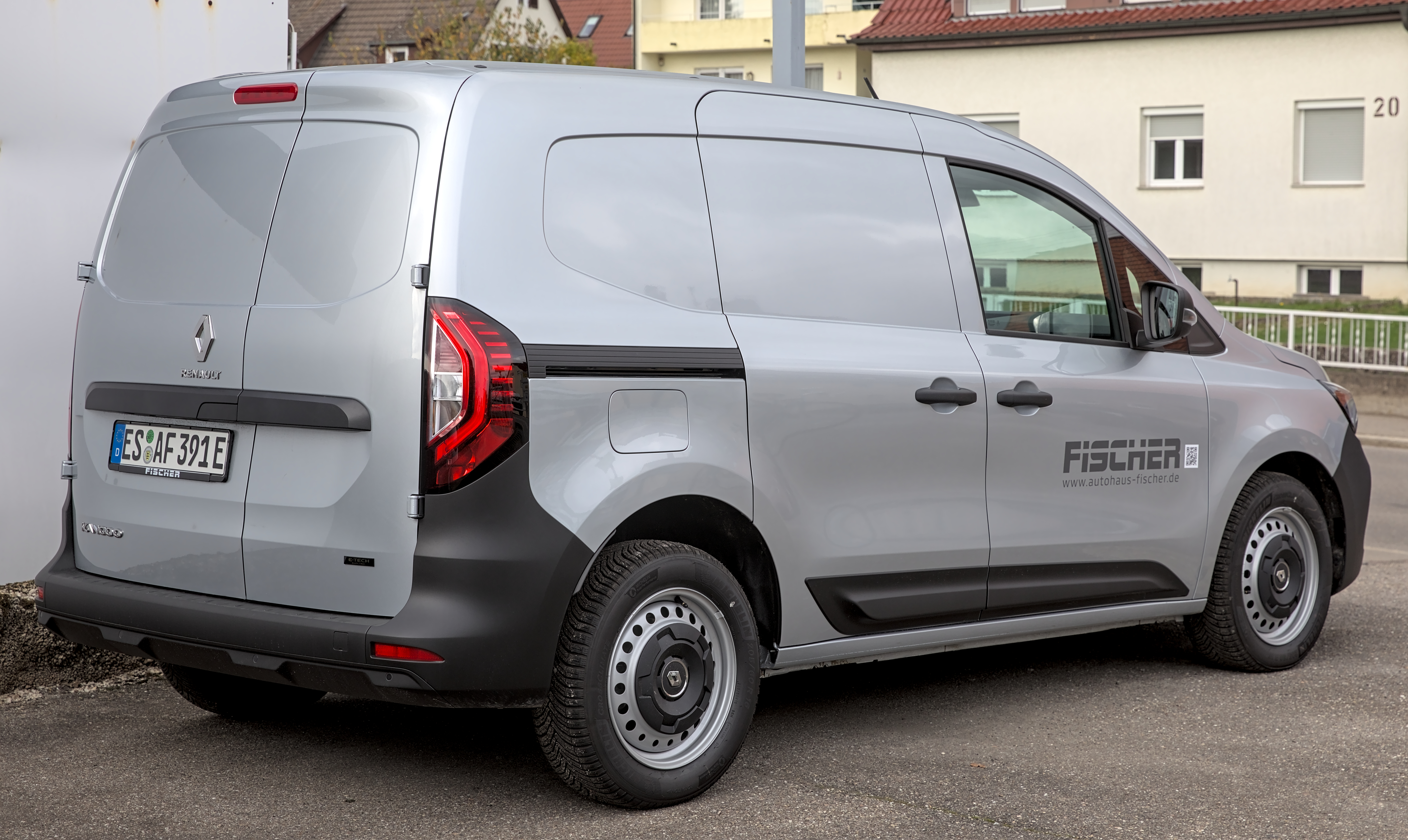
Renault Kangoo E-Tech Rapid – tył

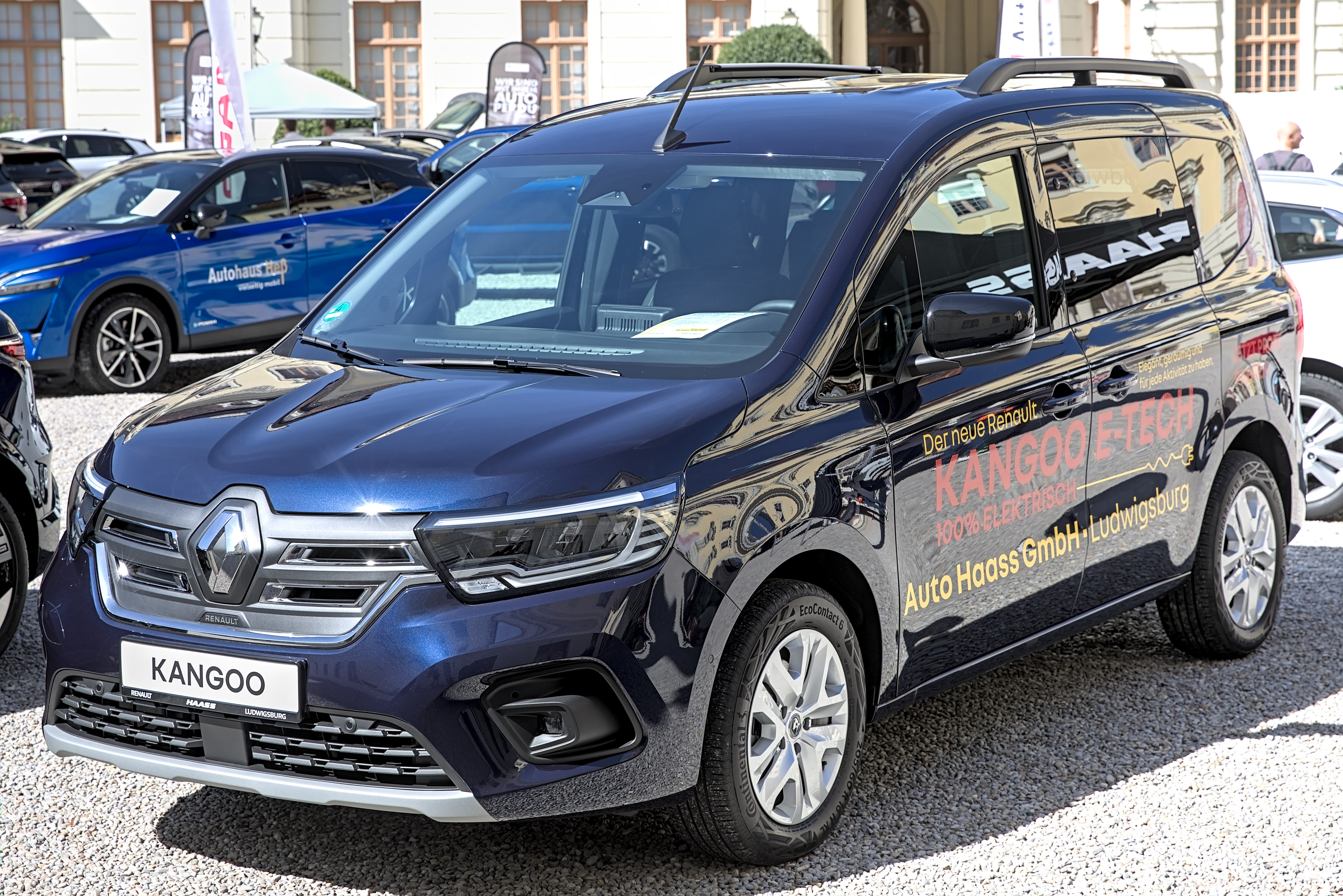
Renault Kangoo E-Tech

Renault Kangoo E-Tech Electric zostało zaprezentowane po raz pierwszy w 2021 roku.
Elektryczny wariant Kangoo skompletował gamę trzeciej generacji pojazdu 4 miesiące po premierze odmiany spalinowej i zarazem dekadę po premierze dotychczas produkowanego modelu. W ramach nowej polityki nazewniczej Renault wobec samochodów elektrycznych, nazwa Kangoo o takim napędzie została skorygowana z Z.E. na E-Tech Electric.
W pierwszej kolejności zadebiutował wariant dostawczy, zdradzając przy okazji zakres modyfikacji, jakie Kangoo E-Tech Electric przeszło w stosunku do pierwowzoru spalinowego. Podobnie jak w przypadku poprzednika w wersji po restylizacji, zmiany wizualne ograniczyły się do umieszczenia portu do ładowania pod logo między reflektorami oraz innego wypełnienia miejsca, gdzie pierwotnie znajdowała się atrapa chłodnicy w spalinowym modelu.
Początek sprzedaży elektrycznego Kangoo E-Tech Electric zaplanowano na 2022 rok, kiedy to do sprzedaży trafią także bliźniacze konstrukcje Mercedesa i Nissana.

### Dane techniczne
Projektując elektryczny układ napędowy Kangoo E-Tech Electric, Renault skoncentrowało się na większej mocy i dłuższym zasięgu na jednym ładowaniu. Samochód jest napędzany tym razem przez silnik elektryczny o mocy 102 KM, który zasilany jest baterią o pojemności 44 kWh. Producent deklaruje, że samochód może na jednym ładowaniu przejechać ok. 265 kilometrów.